# Stephen Dedalus
Stephen Dedalus é o alterego literário de James Joyce, é também o protagonista e anti-herói de seu primeiro romance semi-autobiográfico artístico-existencial, Retrato do Artista Quando Jovem além de ser um importante personagem no monumental romance Joyceano Ulisses. Alguns críticos, tais como Harold Bloom, consideram o jovem Stephen o narrador dos três primeiros contos de Dublinenses.
Em Stephen Hero, Uma antiga versão do que se tornou Retrato do Artista Quando Jovem, encontramos o sobrenome grafado como "Daedalus", uma alusão mais precisa à figura mitológica grega, (assim como Buck Mulligan salienta em  Ulisses, "Your absurd name, an ancient Greek!"). Após um significante aprimoramento  do gigantesco texto de Stephen Hero para o mais compacto Retrato do Artista Quando Jovem, Joyce optou por encurtar o nome para "Dedalus".